# Anathallis paranapiacabensis
Anathallis paranapiacabensis es una especie de orquídea epífita originaria de Brasil donde se encuentra en la Sierra de Paranapiacaba, montañas costeras al sur de Río de Janeiro.

## Taxonomía
Anathallis paranapiacabensis fue descrito por (Hoehne) F.Barros y publicado en Hoehnea 30: 189. 2003.
Sinonimia
- Panmorphia paranapiacabensis (Hoehne) Luer
- Pleurothallis paranapiacabensis Hoehne
- Specklinia paranapiacabensis (Hoehne) Luer[2][4][5]